# نظريات مؤامرة تفجير مدينة أوكلاهوما

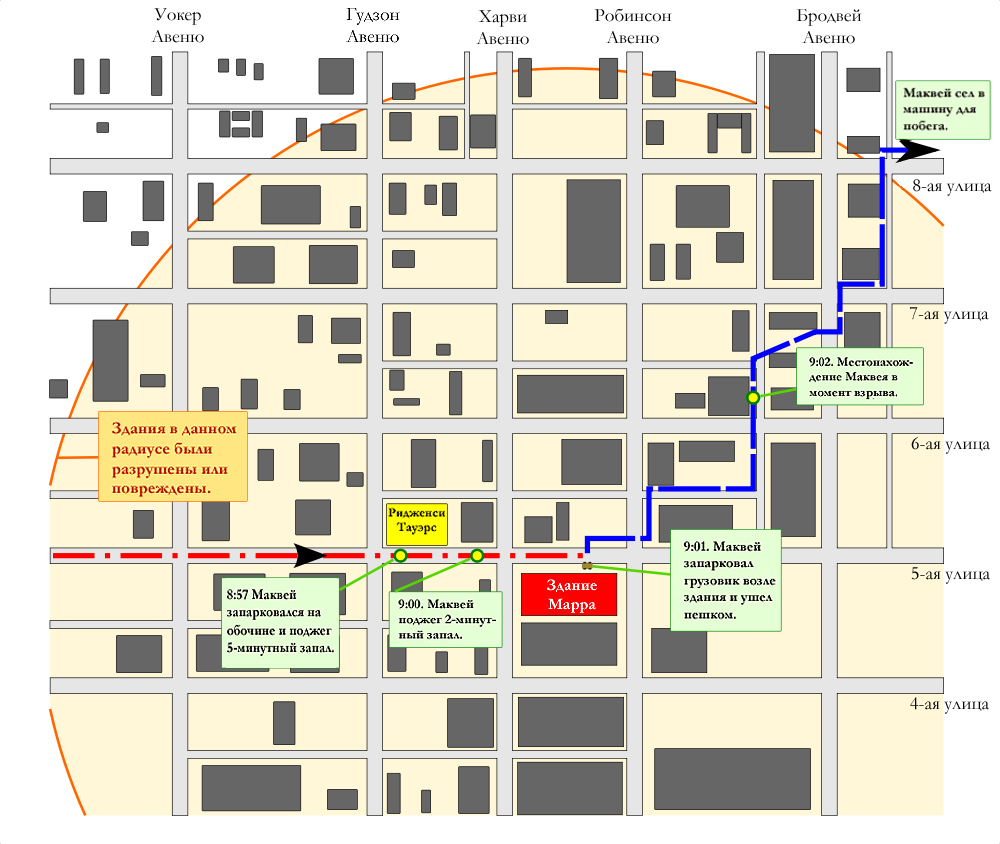
خريطة لتحركات تيموثي ماكفي في شاحنة رايدر مستأجرة (خط أحمر منقط) وهروبه سيرًا على الأقدام (خط أزرق منقط) في يوم الهجوم الإرهابي في أوكلاهوما سيتي في 19 أبريل 1995.

طُرحت العديد من نظريات المؤامرة المختلفة المتعلقة بتفجير مدينة أوكلاهوما. رفضت جميع هذه النظريات، أو جزء منها، التقرير الرسمي للحكومة. تركّز بعض هذه النظريات على احتمالية وجود متآمرين إضافيين لم توجّه إليهم أصابع الاتهام، أو متفجرات إضافية مزروعة داخل مبنى مورا الفيدرالي. تزعم نظريات أخرى أن موظفين ومسؤولين حكوميين، من ضمنهم رئيس الولايات المتحدة بيل كلينتون، كانوا على معرفة بالتفجير الوشيك، وتعمدوا ألا يفعلوا شيئًا حيال ذلك، بناءً على هذه المعرفة. فُتحت تحقيقات حكومية عدة مرات للبحث في هذه النظريات.

## نظرة عامة
بتاريخ 19 آبريل عام 1995، في تمام الساعة 9:02 صباحًا بتوقيت غرينتش، تفجرت شاحنة رايدر مُستأجرة، تحتوي على أكثر من 6200 رطل (2800 كيلو غرام) من سماد نترات الأمونيوم، ونترو الميثان ووقود الديزل، أمام الجانب الشمالي لمبنى ألفريد مورا الفيدرالي، المكون من تسعة طوابق. أسفر الهجوم عن مقتل 168 شخص وإصابة أكثر من 600 آخرين.
بعد وقت قصير من التفجير، أوقف تشارلي هانغر، رقيب شرطي في مدينة أوكلاهوما ، تيموثي مك فاي البالغ من العمر ستة وعشرين عامًا، بسبب قيادته بدون لوحة أرقام، واعتقله بتهمة حيازة أسلحة غير قانونية. في غضون أيام، اعتُقل صديق تيموثي في الجيش، تيري نيكولز، واتُّهم كلاهما بتنفيذ عملية التفجير. قال المحققون أنهما كانا متعاطفين مع حركة ميليشيا، وأن دافعهما كان الرد على تعامل الحكومة مع حادثتي واكو وروبي ريدج (حدث التفجير في الذكرى الثانية لحادثة واكو). أُعدم مك فاي بحقنة مميتة في تاريخ 11 يونيو عام 2001، بينما حُكم على نيكولز بالسجن مدى الحياة.
على الرغم من أن لائحة الاتهامات ضد مك فاي ونيكولز تضمنت تآمرهما مع «آخرين مجهولين بالنسبة لهيئة المحلفين الكبرى»، فقد قال المُدعون ولاحقًا مك فاي نفسه، إن التفجير كان من صنع مك فاي ونيكولز فقط. في هذا السيناريو، حصل الاثنان على السماد والمواد المتفجرة الأخرى على مدى أشهر، ثم جمّعا القنبلة في كانساس، في اليوم السابق لعملية تفجيرها. بعد التجميع، زعم مك فاي أنه قاد الشاحنة بمفرده إلى مدينة أوكلاهوما، ثم أشعل الفتيل، وفرّ في سيارة الهروب التي كان قد ركنها في المنطقة قبل أيام.

## المتآمرون الإضافيون
قال العديد من شهود العيان، إنهم رأوا شخصًا ثانيًا مع مك فاي في وقت التفجير، والذي دعاه المحققون لاحقًا «جون دوي2». في عام 1997، اعتقلت وكالة الاستخبارات الأمريكية مايكل بريشيا، وهو عضو في الجيش الجمهوري الآري، يشبه رسمة فنان تقديرية لجون دوي2، مستندة إلى شهود العيان. مع ذلك، أطلقوا سراحه لاحقًا، إذ أشارت تحقيقاتهم إلى أنه غير متورط بالتفجير. قال مراسل لصحيفة واشنطن بوست تعليقًا على حقيقة أنه لم يُعثر على جون دوي2: «ربما سيُلقى القبض عليه (جون وي2) ويُدان يومًا ما. إن لم يحدث ذلك، سيظل إلى الأبد، الشخص الذي استطاع الفرار، والرجل الغامض المحوري لنظريات المؤامرة التي لا تعد ولا تُحصى. من المحتمل أنه لم ينجُ أبدًا. على الأرجح أن ذكره لن يموت أبدًا».
قدم مُخبر، كان قد اخترق أرض مدينة إلوهيم الحبيسة للمؤمنين بتفوق البيض، في ولاية أوكلاهوما، تقريرًا إلى مكتب الكحول والتبغ والأسلحة النارية، في يناير عام 1995، يقول فيه إن آندريس ستراسمير، ضابط أمن مدينة إلوهيم، تحدث عن تدمير مبنى فيدرالي وزار مبنى مورا مع رجل آخر. بعد يومين من التفجير، ذكّر هذا المخبر مكتب الكحول والتبغ والأسلحة النارية بالتقرير، وحثّهم على التحقيق باحتمالية أن يكون له صلة بمدينة إلوهيم. عُرِف أن مك فاي اتصل بمدينة إلوهيم قبل أسبوعين من التفجير. لاحقًا، صرّحت جين غراهام، وزارة الإسكان والتنمية الحضرية وناجية من التفجير، أنها لاحظت وجود عدة أشخاص مثيرين للشكوك قبل التفجير بعدة أيام، وأنها شكت بتورطهم به (أشخاص غير مألوفين يرتدون زيًا عسكريًا أو زي عمال الصيانة)، لكن السلطات تجاهلت ملاحظاتها هذه. تعرفت جين لاحقًا على واحد من هؤلاء الرجال، وهو آندريس ستراسمير من مدينة إلوهيم.
يوجد عدة نظريات تُفيد باحتمالية أن يكون لدى مك فاي ونيكولز، علاقات خارجية أو متآمرين مشاركين معهم. عُزي سبب ذلك إلى حقيقة أن تيري نيكولز سافر إلى الفيليبين بينما كان رمزي يوسف، العقل الإرهابي المدبر لتفجير مركز التجارة العالمي عام 1993، يخطط لعملية بوجينكا في مانيلا. وضع رمزي يوسف القنبلة المُستخدمة في تفجير مركز التجار العالمي في شاحنة رايدر مُستأجرة، وهي ذات الشركة التي استخدمها مك فاي، ما يشير إلى احتمالية وجود ارتباط له بتنظيم القاعدة. تربطه نظريات أخرى بإرهابيين إسلاميين، ـوبالحكومة اليابانية وبالنازية الجديدة.
كان هناك أيضًا تكهنات أخرى بوجود ساقٍ في موقع التفجير، يمكن أن تكون لمُفجر إضافي مشاركٍ. زُعم أيضًا أن هذا المُفجر إما كان داخل البناء عندما حدث التفجير، أو أنه قُتل قبله، وترك مك فاي جثته في مؤخرة سيارة الرايدر لإخفائها في الانفجار.